# ورنیکس
ورنیکس (به فرانسوی: Verneix) یک کمون در فرانسه است که در Canton of Montluçon-Est واقع شده‌است.

## خصوصیات
ورنیکس ۳۰٫۸۷ کیلومترمربع مساحت و ۵۷۰ نفر جمعیت دارد و ۳۶۰ متر بالاتر از سطح دریا واقع شده‌است.